# Hans van Rensburg
Johannes Jacobus Janse "Lang Hans" van Rensburg (Zondagsrivier, 12 augustus 1779 - Inhambane, juli 1836) was een vroege leider van de Voortrekkers tijdens de Grote Trek. Hij was van oorsprong een jager in Stellenbosch.

## Biografie
Van Rensburg besloot in 1835 om uit de Britse Kaapkolonie te vertrekken na de Zesde Grensoorlog. Zijn groep bestond uit negen families (45 man) met vee. Vanaf de Caledonrivier reisde hij samen met Louis Tregardt, maar beiden gingen na onenigheden bij Strydspoort hun eigen weg.
Van Rensburg trok richting Maputobaai door het hedendaagse Kruger Nationaal Park. Bij de Tugelarivier realiseerde hij zich dat zijn ossewagens de rivier niet konden oversteken en trok hij richting Inhambane.
In juli 1836 werd zijn groep verrast door een impi van Manukosi, heerser over de Shangaan, onder leiding van Malitel. Bij het gevecht raakte hun ammunitie op en werd de hele groep afgeslacht. Zijn groep werd in juli 1839 door Tregardts zoon Carolus gevonden en begraven.